# Astragalus acmophylloides
Astragalus acmophylloides là một loài thực vật có hoa trong họ Đậu. Loài này được Grossh. miêu tả khoa học đầu tiên năm 1930.